# Aleksandra Śmiech
Aleksandra Śmiech (* 2. Oktober 1997) ist eine polnische Leichtathletin, die sich auf den Hammerwurf spezialisiert hat.

## Sportliche Laufbahn
Erste internationale Erfahrungen sammelte Aleksandra Śmiech im Jahr 2019, als sie bei den U23-Europameisterschaften in Gävle mit einer Weite von 66,87 m den vierten Platz im Hammerwurf belegte. 2023 gewann sie bei den World University Games in Chengdu mit 68,65 m die Bronzemedaille hinter den Chinesinnen Li Jiangyan und Xu Xinying. Anschließend schied sie bei den Weltmeisterschaften in Budapest mit 69,76 m in der Qualifikationsrunde aus.